# Cascata da Ribeira Grande
A Cascata da Ribeira Grande é uma queda de água (cascata) localizada no sítio à Fajãzinha, sitio da Ribeira Grande concelho das Lajes das Flores, ilha das Flores, arquipélago dos Açores, em Portugal
Apresenta-se como cascata dotada de uma forte queda de água que se precipita por várias dezenas de metros de altura, e reúne cerca de vinte quedas de água no total, sendo que algumas dessas quedas se precipitam no mar e outras dão origem a uma lagoa que é utilizada como zona balnear.